# K Turnhoutse SK Hand-In-Hand
Ce club ne doit pas être confondu avec le KV Turnhout, un autre club de la localité de Turnhout
Maillots
Dernière mise à jour : 13 octobre 2016.
Le Koninklijke Turnhoutse Sportkring Hand-in-Hand (ou K. TSK HIH)est un ancien club de football belge localisé dans la commune de Turnhout au Nord d'Anvers. Fondé en 1919, ce club est porteur du matricule 210. Ses couleurs sont le rouge et le bleu.
Avant la Seconde Guerre mondiale, le SK Hand-in-Hand évolue durant 11 saisons consécutives en séries nationales. Il évolue en quatrième provinciale lors de la saison 2016-2017, le plus bas niveau du football belge.

## Repères historiques
- 1919 : 01/10/1919, fondation de LOKEREN BOYS.
- 1921 : LOKEREN BOYS s'affilia à l'URBSFA sous le nom de TURNHOUTSCHE SPORTKRING HAND-IN-HAND.
- 1926 : TURNHOUTSCHE SPORTKRING HAND-IN-HAND se vit attribuer le matricule 210.
- 1928 : TURNHOUTSCHE SPORTKRING HAND-IN-HAND (210) accéda pour la première fois aux séries nationales. Il devint le 19e club de la Province d'Anvers à y parvenir. Il y resta 11 saisons consécutives.
- 1955 : 10/05/1955, TURNHOUTSCHE SPORTKRING HAND-IN-HAND (210) fut reconnu Société Royale et prit le nom de KONINKLIJKE TURNHOUTSE SPORTKRING HAND-IN-HAND (210).

## Résultats dans les divisions nationales
Statistiques mises à jour le 21 juin 2013

### Bilan
| Niv | Divisions     | Jouées | Titres | TM Up | TM Down |
| --- | ------------- | ------ | ------ | ----- | ------- |
| I   | 1re nationale | 0      | 0      |       |         |
| II  | 2e nationale  | 4      | 0      |       |         |
| III | 3e nationale  | 7      | 0      |       |         |
| IV  | 4e nationale  | 0      | 0      |       |         |
| V   | 5e nationale  | 0      | 0      |       |         |
|     |               |        |        |       |         |
|     | TOTAUX        | 11     | 0      | 0     | 0       |

- TM Up : test-match pour départager des égalités, ou toutes formes de Barrages ou de Tour final pour une montée éventuelle.
- TM Down : test-match pour départager des égalités, ou toutes formes de Barrages ou de Tour final pour le maintien.

### Classements saison par saison
| Ordre | Saison  | Nom du club        | Niveau                 | Classement final | Remarques                             |
| ----- | ------- | ------------------ | ---------------------- | ---------------- | ------------------------------------- |
| 1     | 1928-29 | Turnoutsche SK HIH | Promotion (D3) série C | 5e/14            |                                       |
| 2     | 1929-30 | Turnoutsche SK HIH | Promotion (D3) série C | 9e/14            |                                       |
| 3     | 1930-31 | Turnoutsche SK HIH | Promotion (D3) série C | 5e/14            | Promu !                               |
| 4     | 1931-32 | Turnoutsche SK HIH | Division 1(D2) série B | 7e/14            |                                       |
| 5     | 1932-33 | Turnoutsche SK HIH | Division 1(D2) série B | 3e/14            |                                       |
| 6     | 1933-34 | Turnoutsche SK HIH | Division 1(D2) série B | 5e/14            |                                       |
| 7     | 1934-35 | Turnoutsche SK HIH | Division 1(D2) série B | 14e/14           | Relégué !                             |
| 8     | 1935-36 | Turnoutsche SK HIH | Promotion (D3) série C | 6e/14            |                                       |
| 9     | 1936-37 | Turnoutsche SK HIH | Promotion (D3) série C | 9e/14            |                                       |
| 10    | 1937-38 | Turnoutsche SK HIH | Promotion (D3) série A | 10e/14           |                                       |
| 11    | 1938-39 | Turnoutsche SK HIH | Promotion (D3) série D | 13e/14           | Relégué !                             |
|       |         |                    |                        |                  | séries régionales séries provinciales |

### Sources et liens externes
- Site officiel du K. Turnhoutse SK HIH